# Microprosthema semilaeve
Microprosthema semilaeve är en kräftdjursart som först beskrevs av von Martens 1872.  Microprosthema semilaeve ingår i släktet Microprosthema och familjen Spongicolidae. Inga underarter finns listade i Catalogue of Life.